# Sara Carter
Sara Carter (* 21. Juli 1898 als Sara Dogherty; † 8. Januar 1979) war eine US-amerikanische Country-Sängerin.
Sara war Mitglied der Original Carter Family, die zwischen 1927 und 1943 eine führende Rolle in der Country-Musik spielte. Sie heiratete 1915 A.P. Carter. Etwa zehn Jahre später schloss sich ihnen Maybelle Carter an, die mit einem Bruder A.P.s verheiratet war. Die erste Formation der Carter Family war damit komplett.
Nach ihrer Scheidung von A.P. 1939 heiratete Sara erneut und zog sich für einige Jahre aus dem Musikgeschäft zurück. 1952 tat sie sich erneut mit ihrem Exmann zusammen. Gemeinsam mit ihrer Tochter Jeanette ließen sie die Carter Family für kurze Zeit wieder auferstehen.
In den 1960er Jahren trat Sara gemeinsam mit Maybelle auf Folk-Festivals auf, wo sie als Legenden begeistert gefeiert wurden.
Nach Ansicht von Erhard Grundl wäre Sara Carter die Einzige, die Bob Dylan die Position als größter Sänger der letzten hundert Jahre streitig machen könnte.